# Benjamín Zarandona
Benjamín Zarandona Esono (Valladolid, España, 2 de marzo de 1976), conocido como Benjamín, es un exfutbolista hispano-ecuatoguineano. Jugó como interior izquierdo en la selección sub-21 de España, la selección absoluta de Guinea Ecuatorial y en siete clubes españoles, con once temporadas disputando partidos de Primera División, para los equipos Real Valladolid, Betis y Cádiz.

## Biografía
Su madre era de Guinea Ecuatorial (antigua provincia española en África conocida como «Guinea Española» hasta su independencia en 1968), concretamente de la ciudad de Mbini, Litoral (antigua ciudad de San Benito) y su padre es español (vasco). Durante su infancia y juventud residió en la calle Granada del vallisoletano barrio de Las Delicias. Extradeportivamente es conocido también porque en 2005 fue jefe de merchandising de la marca de ropa surfera "El Niño". Actualmente vive entre las ciudades de Valladolid (España) y Bata (Guinea Ecuatorial). Su hermano Iván también fue futbolista.
Internacional absoluto con Guinea Ecuatorial, Benjamín había formado parte de las categorías inferiores de la selección española llegando hasta la sub-21, ganando un Europeo Sub-21 en 1998. Su mayor logro fue la Copa del Rey lograda en 2005 con el Betis, equipo en el que estuvo más años.
Es comentarista de los programas deportivo de la Cadena SER Carrusel Deportivo y El Larguero. Además realiza reportajes para Deportes Cuatro. En 2014 participó en la segunda edición de ¡Mira quién salta!

## Clubes
- Real Valladolid: 1994-1998
- Real Betis Balompié: 1998-2005, 2006-2007
- Cádiz C. F.: 2005-2006
- Xerez Club Deportivo: 2007
- Club de Fútbol Palencia: 2008-2010
- Club Deportivo Íscar: 2011–2012
- Club Deportivo Cuéllar: 2012